# ヴワディスワフ1世ヘルマン
ヴワディスワフ1世ヘルマン（Władysław I Herman, 1043年 - 1102年6月4日）は、ポーランド公。カジミェシュ1世と王妃マリア・ドブロニエジェの次男として生まれた。兄のポーランド王ボレスワフ2世が亡命を余儀なくされたあと、神聖ローマ皇帝ハインリヒ4世の支援を受けて公位に就いた。

## 子女
氏名不詳の愛妾との間に、一子をもうけた。
- ズビクニェフ（1073年 - 1114年）

1080年、ユディタ・プレミシュロヴナ（ボヘミア公ヴラチスラフ2世の娘）と結婚。
- ボレスワフ3世（1085年 - 1138年）

1088年、ユディト・フォン・ウンガルン（ハインリヒ3世の娘で、ハンガリー王シャラモンの未亡人）と結婚。3子が生まれたが成長したのは一人である。
- 娘（? - 1112年?） - ヴォルィーニ公ヤロスラフ・スヴャトポルコヴィチと結婚[1]
- アグニェスカ（1090年 - 1125年） - 尼僧